# David Peck Todd
David Peck Todd (19 de marzo de 1855 – 1 de junio de 1939) fue un astrónomo estadounidense. En uno de sus trabajos, realizó un amplio repertorio de fotografías del tránsito de Venus de 1882. Su esposa fue Mabel Loomis Todd, editora póstuma de Emily Dickinson.

## Biografía
David Peck Todd nació en Lake Ridge, Nueva York, hijo de Rhoda Todd y Sereno Edwards Todd. Estudió en la Universidad de Columbia y posteriormente en el Amherst College, donde se graduó.
Trabajó en el Observatorio Naval de los EE. UU. desde 1875 a 1878. Fue profesor de astronomía y director del observatorio de Amherst College. Asimismo fue profesor emérito en esta institución a partir de 1917.
Todd contrajo matrimonio con Mabel Loomis el 5 de marzo de 1879, y tuvieron una hija, Millicent. En la localidad de Amherst era un secreto a voces que la señora Todd mantenía una relación sentimental con el hermano de Emily Dickinson, William Austin Dickinson, el cual era un hombre casado. Parece ser que David aceptó este hecho de manera resignada. Una selección de las cartas que mantuvieron Mabel Loomis Todd y William Austin Dickinson fue publicada en Austin and Mabel: The Amherst Affair & Love Letters of Austin Dickinson and Mabel Loomis Todd.

## Su labor como astrónomo
David Peck Todd fue miembro de la Sociedad Astronómica Americana, la Sociedad Filosófica de Washington, la Japan Society de Nueva York, la Asociación Americana para el Avance de la Ciencia, la Sociedad de Física y Ciencias Físicas de Cherburgo (Francia) y la Sociedad Geográfica de Lima (Perú). 
Fue el organizador de una serie de importantes expediciones astronómicas:
- La expedición de Nueva Inglaterra a Texas para eclipse solar del 29 de julio de 1878.
- La expedición estadounidense a Japón para el eclipse solar del 19 de agosto de 1887.
- Una expedición científica norteamericana al África occidental en 1889 y 1890.
- La expedición de Amherst a Japón para el eclipse solar del 9 de agosto de 1896.
- La expedición de Lowell a Trípoli para el eclipse solar del 28 de mayo de 1900.
- La expedición de Amherst para el eclipse a las Indias Orientales Neerlandesas en 1901.
- La expedición a los Andes de 1907.
- Expedición a Trípoli para el eclipse solar del 30 de agosto de 1905.
- Expedición a Rusia para eclipse solar del 21 de agosto de 1914.
- Expedición a Florida para eclipse solar de 8 de junio de 1918.
- Expedición a Brasil y Argentina para el eclipse solar del 29 de mayo de 1919.